# 別庵性統
別庵性統（べつあん せいとう、1662年 - 1717年）は、中国の清初の臨済宗の禅僧。俗姓は龍。夔州府梁山県の出身。本貫は潼川州安岳県。臨済宗の第32代伝人。大慧宗杲の十七世の孫。法雨寺の中興祖師。

## 略歴
1662年（康熙元年）、龍明宇と李氏のあいだの子として生まれた。1672年（康熙11年）、別庵性統は高峰寺に出家し、三山灯来に師事した。1683年（康熙22年）、高峰寺で具足戒を受ける。1686年（康熙25年）、別庵性統は廬山、金陵を経て浙江に来て、寧波府天童寺で仏法を求めます。1687年（康熙26年）、法雨寺の前任住職である明益普栄の勧めで法雨寺の主宰となり、法雨寺の修復を開始した。1689年（康熙28年）、康熙帝は南巡し、舟山総兵の黄大来が護衛し、康熙帝は黄金千両を与えて寺院を建立した。1699年（康熙38年）、康熙帝は第二回南遊した。その時、別庵性統は杭州にいました。康熙帝は寺院「江南黄瓦」に12万円、黄金千両を割り当て、鎮海寺を「法雨禅寺」と改名し、寺院「御筆」を与えました。1702年（康熙41年）、法雨寺の後期に完成し、別庵性統は康熙帝の功徳を賛美するために、「万寿御碑亭」（天章閣）を建てました。1717年（康熙56年）、享年55（満54歳没）で入滅。法雨寺にて示寂。法臘43。

## 著作
- 『続燈正統』
- 『祖師正宗道影』
- 『高峰宗旨纂要録』
- 『梅花岑集』
- 『径山録』